# Вэй Лючэн
Вэй Лючэ́н (кит. упр. 卫留成, пиньинь Wèi Liúchéng, род. 17 августа 1946), глава парткома КПК китайской пров. Хайнань (Южный Китай) в 2006-2011 годах, её губернатор в 2003-2007 годах, до этого с 1998 года глава China National Offshore Oil Corp., член ЦК КПК (2007-2012, кандидат с 2002 года).
Член КПК с 1973 года, член ЦК КПК 17 созыва (кандидат 16 созыва). Депутат ВСНП.

## Биография
Окончил Пекинский нефтяной колледж (ныне Китайский университет нефти).
Более 30 лет проработал в нефтехимической отрасли, с 1998 года генеральный директор и парторг China National Offshore Oil Corp. (CNOOC), где работал с 1982 года.
С октября 2003 года в провинции Хайнань (Южный Китай) - замглавы парткома и вице-губернатор - и. о. губернатора, с февраля 2004 года по январь 2007 года губернатор провинции Хайнань.
С декабря 2006 года глава парткома пров. Хайнань и с февраля 2007 года пред. ПК СНП провинции.
С тем, что он ранее возглавлял China National Offshore Oil Corp., его относят к так называемому слою «директоров предприятий» в политике КНР.
С августа 2011 года по 2013 год зампред финансово-экономической комиссии ВСНП.
С марта 2013 года зампред Комитета по вопросам охраны окружающей среды и ресурсов ВСНП.
В 2013 году начальник группы надзора и руководства ЦК КПК.